# Битва під Чанселорсвіллом
Би́тва під Чанселорсві́ллом (англ. Battle of Chancellorsville) — битва, що відбувалась 30 квітня — 6 травня 1863 року в околицях селища Чанселорсвілл, округ Спотсильванія, Вірджинія (США).
Одна із найбільших битв Громадянської війни в США. Армія Північної Вірджинії (Конфедерація) під командуванням Роберта Лі завдала поразки вдвічі більшій Потомакській армії США під командуванням Джозефа Гукера.
Завдяки тому, що його ризиковане рішення розділити армію у присутності значно більшої армії супротивника призвело до перемоги, ця битва відома як «досконала битва» генерала Лі. Перемога, результат зухвалості Лі і боязкості в ухвалені рішень Гукера, супроводжувалась важкими втратами, включно із Томасом Джексоном. Джексон потрапив під дружній вогонь, що призвело до ампутації його правої руки. Він помер від пневмонії кілька днів потому, втрата, яку Лі прирівняв до втрати власної правої руки.

## Передісторія
11—15 грудня 1862 року Потомакська армія США зазнала поразки в битві під Фредеріксбергом. Після цього в січні наступного року командувач Потомакської армії США Емброуз Бернсайд ухвалив рішення про початок масових чисток серед генеральського складу, на що він не мав повноважень. Це, а також поразка в битві, призвело до його відсторонення від командування. 26 січня 1863 командувачем Потомакської армії був призначений Джозеф Гукер, що спричинило низку відставок: у зв'язку із особистою неприязню Потомакську армію покинув генерал Вільям Франклін. З огляду на похилий вік у відставку пішов Едвін Самнер.
Новий командувач ліквідував введені Бернсайдом гранд-дивізії і повернувся до системи корпусів. Кавалерію він виділив в окремий корпус.

## Сили сторін

### Армія Союзу
Армія Союзу складалась із семи піхотних і одного кавалерійського корпуса (133 868 осіб).

### Армія Конфедерації
Армія Конфедерації складалась із двох корпусів (60 892 особи).

## Битва

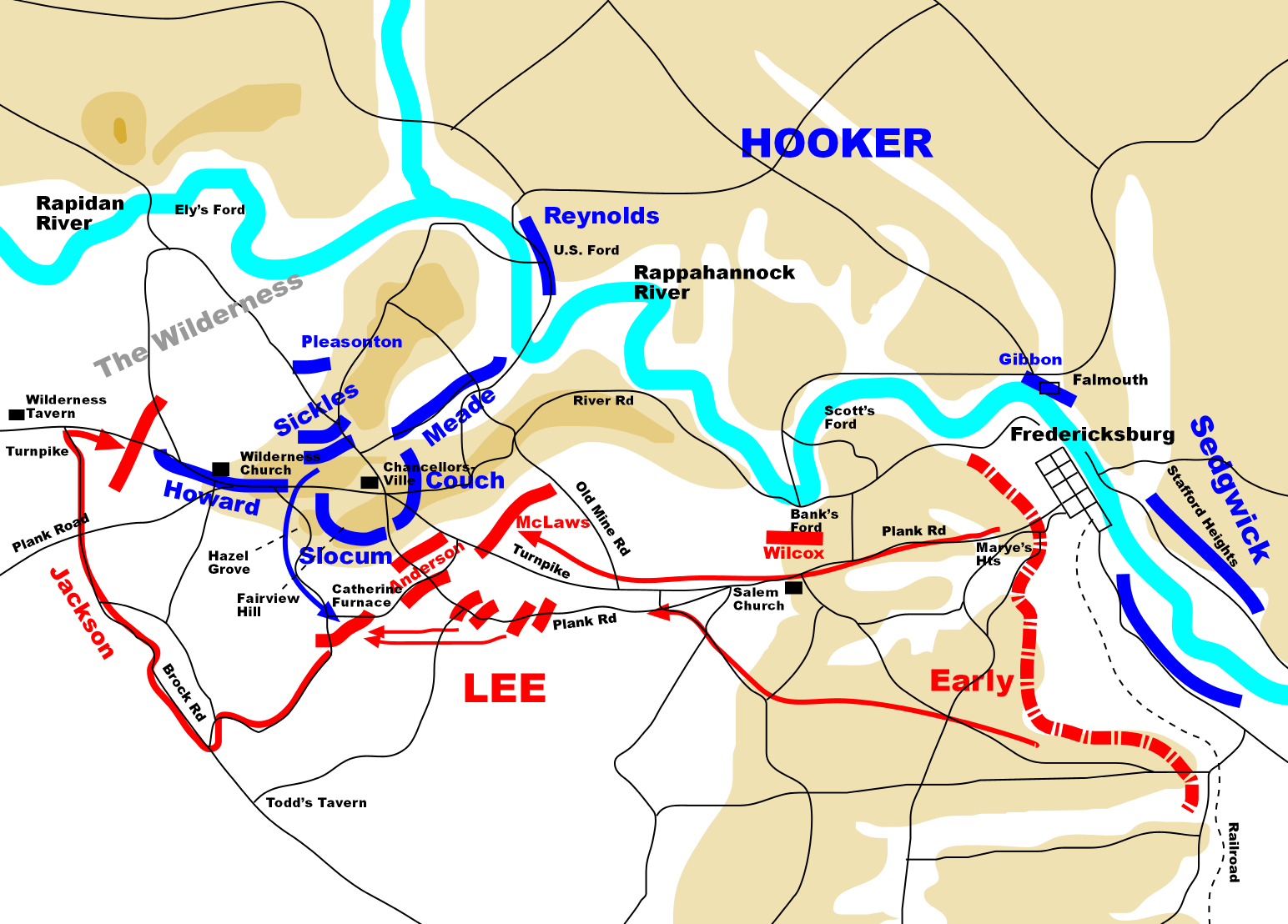
Битва під Чанселорсвіллом, 1-2 травня
Конфедерація
Союз

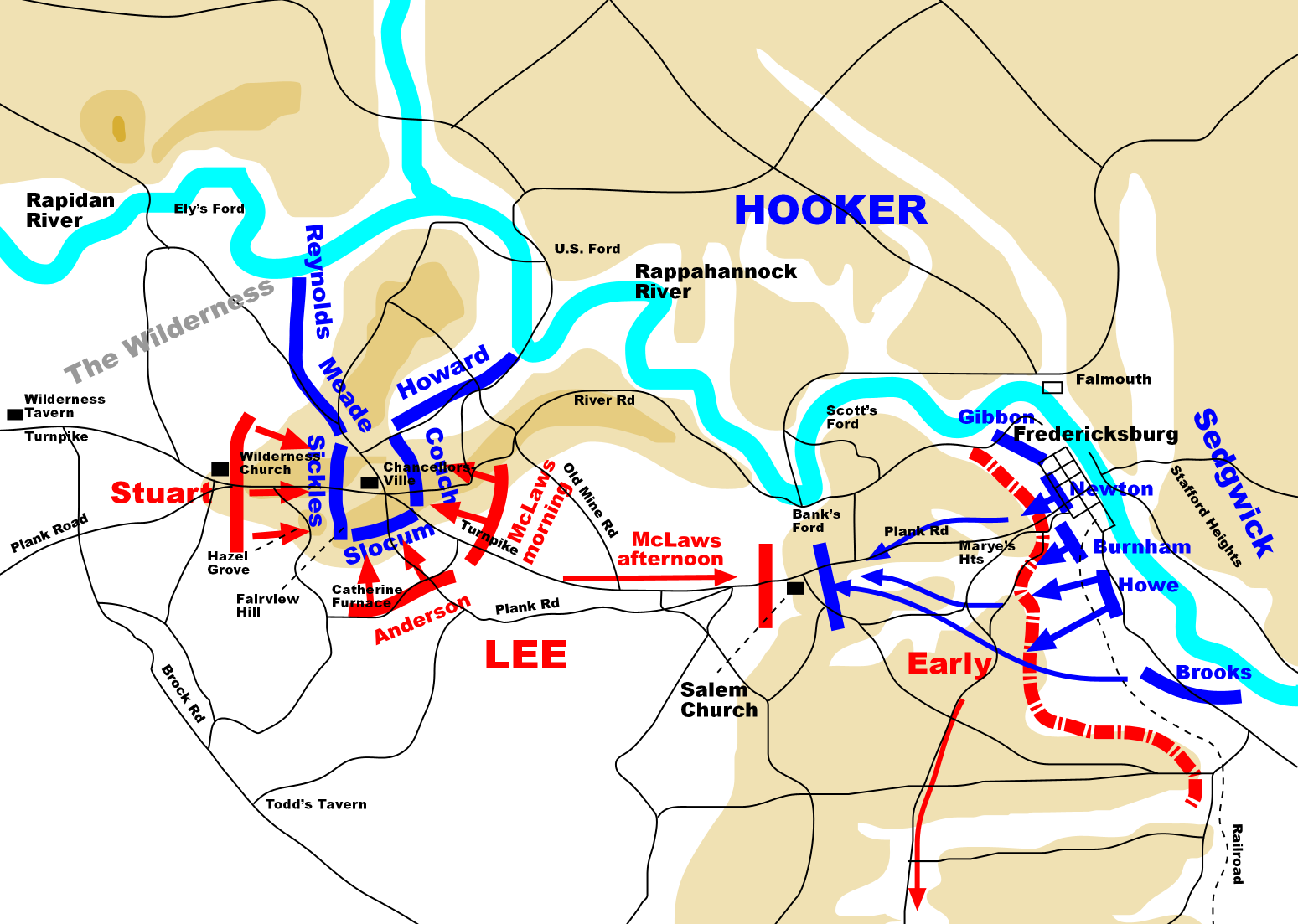
Битва під Чанселорсвіллом, 3 травня